# Joaquín Blázquez
Joaquín Blázquez (Luque, 28 gennaio 2001) è un calciatore argentino, portiere dell'Independiente in prestito dal Talleres (C).

## Carriera

### Club
Cresciuto nel settore giovanile del Talleres (C), Blázquez ha firmato il primo contratto professionistico nel 2017 e pochi mesi dopo ha effettuato un provino di una settimana con gli inglesi del Liverpool Nel febbraio del 2019 è stato ceduto in prestito al Valencia, dove ha giocato con la formazione Under-19.
Rientrato al Telleres, ha debuttato in prima squadra il 20 dicembre 2020 nell'incontro di Copa Diego Armando Maradona pareggiato 1-1 contro l'Atl. Tucumán. Il 27 luglio 2022 è passato in prestito al Brest per una stagione. ha debuttato in Francia il 30 ottobre giocando l'incontro di Ligue 1 pareggiato 0-0 contro lo Stade Reims.
Il 14 agosto 2023 è stato prestato al Platense.

### Nazionale
Nel 2019 con l'Argentina Under-20 ha preso parte al campionato mondiale di categoria, senza tuttavia giocare alcun incontro. Nel 2021 è stato convocato per le Olimpiadi di Tokyo.

## Statistiche

### Presenze e reti nei club
Statistiche aggiornate al 14 gennaio 2025.
| Stagione            | Squadra             | Campionato          | Campionato | Campionato | Coppe nazionali | Coppe nazionali | Coppe nazionali | Coppe continentali | Coppe continentali | Coppe continentali | Altre coppe | Altre coppe | Altre coppe | Totale | Totale | Totale |
| Stagione            | Squadra             | Comp                | Pres       | Reti       | Comp            | Pres            | Reti            | Comp               | Pres               | Reti               | Comp        | Pres        | Reti        | Pres   | Reti   |        |
| ------------------- | ------------------- | ------------------- | ---------- | ---------- | --------------- | --------------- | --------------- | ------------------ | ------------------ | ------------------ | ----------- | ----------- | ----------- | ------ | ------ | ------ |
| 2019-2020           | Talleres (C)        | PD                  | 0          | 0          | CA+CdL          | 0+4             | 0 + -4          | -                  | -                  | -                  | -           | -           | -           | 4      | -4     |        |
| 2021                | Talleres (C)        | PD                  | 0          | 0          | CA+CdL          | 0               | 0               | CS                 | 0                  | 0                  | -           | -           | -           | 0      | 0      |        |
| 2022                | Talleres (C)        | PD                  | 0          | 0          | CA+CdL          | 0               | 0               | CS                 | 0                  | 0                  | -           | -           | -           | 0      | 0      |        |
| 2022-2023           | Brest               | L1                  | 1          | 0          | CF              | 2               | -3              | -                  | -                  | -                  | -           | -           | -           | 3      | -3     |        |
| ago.-dic. 2023      | Platense            | PD                  | 0          | 0          | CA+CdL          | 0               | 0               | -                  | -                  | -                  | -           | -           | -           | 0      | 0      |        |
| gen.-giu. 2024      | Platense            | PD                  | 0          | 0          | CA+CdL          | 0               | 0               | -                  | -                  | -                  | -           | -           | -           | 0      | 0      |        |
| Totale Platense     | Totale Platense     | Totale Platense     | 0          | 0          |                 | 0               | 0               |                    | -                  | -                  |             | -           | -           | 0      | 0      |        |
| lug.-dic. 2024      | Talleres (C)        | PD                  | 0          | 0          | CA+CdL          | 0               | 0               | CL                 | 0                  | 0                  | -           | -           | -           | 0      | 0      |        |
| Totale Talleres (C) | Totale Talleres (C) | Totale Talleres (C) | 0          | 0          |                 | 4               | -4              |                    | 0                  | 0                  |             | -           | -           | 4      | -4     |        |
| 2025                | Independiente       | PD                  | 0          | 0          | CA              | 0               | 0               | CS                 | 0                  | 0                  | -           | -           | -           | 0      | 0      |        |
| Totale carriera     | Totale carriera     | Totale carriera     | 1          | 0          |                 | 6               | -7              |                    | 0                  | 0                  |             | -           | -           | 7      | -7     |        |